# Bowe
Boudewijn de Jong (Velp, 16 januari 1978), ook bekend onder zijn artiestennaam Bowe, is een Nederlands gitarist en singer-songwriter.

## Biografie
De Jong werd geboren in een gezin met twee kinderen. Als achtjarige jongen kreeg hij voor het eerst pianoles. Tijdens zijn tienerjaren verruilde hij de piano voor een gitaar. Op 16-jarige leeftijd maakte hij kennis met toetsenist Ton Snijders, eveneens woonachtig in Velp. In zijn studio nam het duo drie liedjes op samen met de Haagse gitarist Willem Mulock. Toetsenist Jan Rietman vervulde een coachende rol, maar was van mening dat de liedjes te lang waren en niet commercieel genoeg voor de Nederlandse radio.
De Jong probeerde na zijn middelbareschooltijd toegelaten te worden voor het conservatorium. Hij werd echter afgewezen, voornamelijk door het feit dat hij ondersteboven gitaar had leren spelen. Als linkshandige gitarist had hij zich het instrument zelf eigen gemaakt op de gitaar van een rechtshandige vriend. Hij studeerde vervolgens aan de heao en rondde die af in 2006. Tijdens zijn studie bleef hij samen met Snijders liedjes schrijven.
In 2009 had hij voldoende materiaal verzameld voor zijn eerste studioalbum, Moving through the Night. Het album telde tien liedjes, waaronder de single Last man Standing. Frits Spits kende het album in zijn programma De strepen van Spits zes strepen toe. De single werd regelmatig gedraaid op Radio 2.
In 2013 kwam zijn tweede album Nomansland uit. Op dat album werkte De Jong samen met Thijs van Leer (dwarsfluit), Tollak Ollestad (mondharmonica) en Sandra St. Victor (achtergrondzang). De studioband bestond verder uit Ton Snijders, Florian Hoefnagels, Danny Samar, Arnold van Dongen en Jan Kooper.
Begin 2014 kwam de eerste officiële single uit, Tired of giving good things up. Ter promotie van het liedje speelde De Jong met zijn band onder andere bij Rob Stenders op 3FM en bij Daniël Dekker bij Tros Muziekcafé op Radio 2.
In augustus 2014 verscheen de tweede single van Bowe genaamd Pretty Plain. Producer Holger Schwedt heeft hiervoor een radio remix gemaakt van het liedje. Soul zangeres Sandra St. Victor verzorgde wederom de achtergrondzang. Op 2 augustus was het nummer voor het eerst te horen op de Nederlandse radio bij 3FM in de Freaknacht. Op 21 augustus bracht Bowe samen met de band van Gers Pardoel een bezoek aan de ochtendshow van Giel Beelen. De single Pretty Plain en een coverversie van Bang Bang van Jessie J, Ariana Grande en Nicki Minaj werden gespeeld. Op 20 september bracht Bowe voor de tweede keer een bezoek aan Tros Muziekcafé op NPO Radio 2.
In september 2014 was Bowe eveneens te zien in het voorprogramma van de jarentachtigband ABC en Martin Fry in Poppodium Metropool in Hengelo en 't Paard van Troje in Den Haag.
Bowe heeft in 2016 het liedje Relax Relax Relax geschreven dat gebruikt wordt in alle TV en Radio reclame campagnes van een vastgoed ontwikkelaar. Eind 2016 kwam de single 'Feel the Fire' uit.
In 2017 bleef Bowe zich richten op het uitbrengen van singles. Hij bracht Sing for Love, Release me en Do you uit. Laatstgenoemde is een samenwerking met Memru Renjaan. Begin 2018 bracht Bowe zijn eerste Nederlandstalige single uit, genaamd Rum Cola. Zijn tweede Nederlandstalige single 'Jong en Knap' verscheen eind 2018 en werd door Frits Spits op NPO Radio 1 omschreven als een goed lied en wijze woorden.
Bowe bracht in 2019 een nieuwe single uit met The City of Prague Philharmonic Orchestra, genaamd Laat me Leven.
In 2020 werd Tired of giving good things up <+> opgenomen in de playlists van NPO Radio 2 en Radio Veronica. De single bereikte de derde plek in De Verrukkelijke 15 op NPO Radio 2. In november verscheen Beautiful People, dat Bowe schreef en uitvoerde met Niels Geusebroek. Ook zangeres Sandra St. Victor is weer te horen op deze single.
In 2022 nam Bowe Place of a Dreamer op. in samenwerking met Chuck Leavell, toetsenist van The Rolling Stones, Eric Clapton, John Mayer en The Black Crowes.
Eind 2024 bracht Bowe zijn eerste kerstsingle uit, genaamd Bring her back Santa.

## Discografie
- Moving through the Night (studioalbum, 2009)
- Last man Standing (single, 2009)
- Nomansland (studioalbum, 2013)
- Tired of giving good things up (single, 2014)
- Pretty Plain (Holger Schwedt radio remix) (single, 2014)
- Relax Relax Relax (single en radio tv commercial 2016)
- Feel the Fire (single 2016)
- Sing for Love (single 2017)
- Do you (single 2017)
- Release me (single 2017)
- Rum Cola (single 2018)
- Jong en Knap (single 2018)
- Laat me Leven feat. The City of Prague Philharmonic Orchestra (single 2019)
- Ghosttown (single 2019)
- Voel! (single 2020)
- Tired of giving good things up <+> (single 2020)
- Beautiful People (single 2020)
- Vintage (single 2021)
- Revolution Party (single 2021)
- Don't Leave (single 2021)
- Tis was het is (single 2021)
- Dans met Me (single 2022)
- Place of a Dreamer feat. Chuck Leavell (van The Rolling Stones) (single 2022)
- Sweet Little Self Destruct Button feat. Chuck Leavell (single 2023)
- Achtbaan (single 2023)
- Goudvis (single 2024)
- Cupido (single 2024)
- Bring her back Santa (single 2024)